# Наумівка (Ніжинський район)
Нау́мівка — село в Україні, у Бобровицькій міській громаді Ніжинського району Чернігівської області.

## Географія
Відстань до районного центру автомобільними шляхами — 46 км, до залізничної станції — 5 км, до обласного центру — 131 км. Село розташоване за 10 км від Носівки.

## Історія
Назва села походить від імені Наум. На території села є три кургани скіфського періоду.
12 червня 2020 року, відповідно до розпорядження Кабінету Міністрів України № 730-р «Про визначення адміністративних центрів та затвердження територій територіальних громад Чернігівської області», увійшло до складу Бобровицької міської громади.
19 липня 2020 року, в результаті адміністративно-територіальної реформи та ліквідації Бобровицького району, увійшло до складу Ніжинського району Чернігівської області.

## Політика

### Парламентські вибори, 2019
На позачергових парламентських виборах 2019 року у селі функціонувала окрема виборча дільниця № 740075, розташована у приміщенні клубу.
Результати
- зареєстровано 165 виборців, явка 60,61%, найбільше голосів віддано за «Слугу народу» — 54,00%, за Всеукраїнське об'єднання «Батьківщина» — 25,00%, за Радикальну партію Олега Ляшка — 7,00%[4]. В одномандатному окрузі найбільше голосів отримав Борис Приходько (самовисування) — 33,68%, за Дмитра Пахомова (Слуга народу) — 21,05%, за Сергія Коровченка (самовисування) — 20,00%[5].